# کوجو (فیلم)
کوجو (انگلیسی: Cujo) یک فیلم در ژانر ترسناک، درام و مهیج به کارگردانی لوئیس تیگ است که در سال ۱۹۸۳ منتشر شد.

## بازیگران
- دی والاس
- دنی پینتاورو
- دانیال هوگو کلی
- کریستوفر استون
- اد لاتر
- جری هاردین
- میل واتسون